# Mind the Gap (Nabiha)
Mind the Gap è il secondo album della cantante danese Nabiha, pubblicato il 22 marzo 2013 su etichetta discografica disco:wax.

## Tracce
1. Transition – 3:34
2. Kill It with Love – 2:57
3. Mind the Gap – 2:46
4. Fearless – 3:34
5. State of Mind – 3:23
6. Ask Yourself – 3:28
7. Heartbreaker (feat. Tabi Bonney) – 3:48
8. All in Your Head – 3:17
9. Halo & Handcuffs (feat. Outlandish) – 3:47
10. Perfectly Human – 3:32

## Classifiche
| Classifica (2013) | Posizione massima |
| ----------------- | ----------------- |
| Danimarca         | 10                |